# Rugby a 15 nel 1994

## Cronologia degli eventi principali
19 marzo: malgrado la sconfitta a Twickenham il Galles si aggiudica il Cinque Nazioni 1994.
14 maggio: l'imprevista sconfitta di Bucarest priva l'Italia del successo nella Coppa FIRA 1992-1994, vanificando lo storico successo di Treviso contro la Francia.
21 maggio: gli azzurri, prima di partire per l'Australia, regolano la pratica delle qualificazioni per la coppa del mondo con facilissimi successi con Rep. Ceca e Paesi Bassi.
4 giugno: grande successo per l'Inghilterra che espugna il Loftus Versfeld e supera il Sudafrica.
11 giugno: aggiudicandosi anche il secondo test contro la Scozia, l'Argentina si conferma squadra di rango.
18 giugno: l'Italia sfiora l'impresa in Australia. Contro i Wallabies, campioni del mondo, gli azzurri perdono nel finale il primo dei due test, dopo aver condotto a lungo.
23 giugno: 13 anni dopo il contestato tour del 1981, il Sudafrica torna per un lungo tour in Nuova Zelanda. L'esordio agevole contro Kings Country è vinto per 46-10.
25 giugno: Samoa si conferma squadra indigesta per il Galles. Un netto 34-9 per i polinesiani chiude il tour dei gallesi.
26 giugno: 15 anni dopo il successo storico nel tour del 1979, la Francia vince contro la Nuova Zelanda a Christchurch. Questo intenso tour si chiuderà con un altro successo contro gli All Blacks.
23 luglio: secondo successo per gli All Blacks contro i sudafricani e vittoria nella serie di 3 match.
17 agosto: successo australiano nella Bledisloe Cup 1994 disputato in gara unica a Sydney. Gli All Blacks vengono sconfitti per 20-16.
29 ottobre: il Giappone si conferma campione d'Asia e si qualifica per la Coppa del Mondo di rugby 1995 ai danni della Corea del Sud.

## Attività internazionale

### Riepilogo dei tour
I tradizionali tour del 1994 vedono le squadre del Torneo delle 5 nazioni recarsi tutte nell'Emisfero australe e il Sud Africa in Nuova Zelanda. Ad esse si aggiunge una sorprendente Italia in visita in Australia. La Scozia si reca in Argentina dove subisce molte sconfitte ed in particolare due di misura contro i Pumas.

### I Barbarians
I Barbarians hanno disputato i seguenti match, tra quali spicca il tour in Africa Australe:
| Northampton 9 marzo 1994 | East Midlands | 25 – 55 | Barbarians |  |

| Bath 3 settembre 1994 | Bath Rugby | 23 – 18 | Barbarians | Memorial ground |

| Parigi 6 settembre 1994 | French Barbarians | 35 – 18 | Barbarians |  |

| Newport 4 ottobre 1994 | Newport RFC | 45 – 54 | Barbarians | Rodney Parade |

| Swansea 18 ottobre 1994 | Swansea RFC | 39 – 17 | Barbarians | St. Helen's |

| Leicester 27 dicembre 1994 | Leicester Tigers | 31 – 18 | Barbarians | Welford Road |

## Campionati nazionali
- Africa:

| Sudafrica | Currie Cup        | Transvaal        |
|           | Club Championship | Durban Crusaders |

- Oceania:

| Nuovo Galles del Sud | Shute Shield                     | Randwick                 |
| Queensland           | Premier Rugby                    | Souths                   |
| Australia            | Interstate                       | New South Wales Waratahs |
| Nuova Zelanda        | National Provincial Championship | Auckland                 |

- Americhe:

| Argentina   | Argentino              | Buenos Aires     |
|             | Camp. di Buenos Aires  | San Isidro       |
|             | Nacional de Clubes     | San Isidro       |
| Brasile     | Campionato             | Pasteur (SP)     |
| Canada      | Campionato Provinciale | British Columbia |
| Stati Uniti | Campionato             | OMBAC San Diego  |

- Asia:

| Giappone | Campionato | Kobe steel |

- Europa:

| Irlanda     | All Ireland league       | Garryowen               |
|             | Interprovinciale         | Ulster Leinster Munster |
| Galles      | Campionato               | Swansea RFC             |
|             | WRU Challenge Cup        | Cardiff RFC             |
| Inghilterra | Coppa                    | Bath Rugby              |
|             | Campionato delle Contee  | Yorkshire               |
|             | Campionato               | Bath Rugby              |
| Francia     | Campionato               | Stade Toulousain        |
|             | Challenge du Manoir      | Perpignan               |
| Italia      | Campionato               | L'Aquila                |
| Scozia      | Campionato dei distretti | Exiles (Anglo-Scots)    |
|             | Campionato               | Melrose                 |
| Georgia     | Campionato               | Rustavi                 |
|             | Campionato               | Tblisi                  |
| Portogallo  | Campionato               | Cascais                 |
|             | Coppa                    | Tecnico                 |
| Romania     | Campionato               | Dinamo Bucarest         |
| Russia      | Campionato               | Krasny Yar              |
| Spagna      | Spagna (Copa del Rey)    | Ciencias Siviglia       |
|             | Campionato               | Ciencias Siviglia       |